# Сердца (масть)
Сердца (нем. Herz) — третья из четырёх по силе карточных мастей в немецкой колоде в игре скат, в преферансе — первая по значимости.
Кроме Германии эта масть также используется в Австрии, Венгрии, Словакии, Словении, Хорватии и в отдельных районах Чехии.
Сердца соответствуют червам во французской колоде.